# Antonín Friedl
Antonín Friedl (13. června 1890, Mirošov – 5. listopadu 1975, Praha) byl český historik umění se specializací na středověké rukopisy, výtvarný kritik, profesor Filosofické fakulty brněnské univerzity.

## Život
Antonín Friedl studoval na českém gymnáziu v Plzni, ale z existenčních důvodů musel studia přerušit. Přátelil se s grafikem Janem Konůpkem a byl členem Kruhu přátel starožitností. Seznámil se zde s tehdejším západočeským konzervátorem Památkového úřadu Zdeňkem Wirthem, který ho pozval do Prahy na místo jednatele Klubu Za starou Prahu. Místo převzal po Janu Zrzavém, se kterým se spřátelil.
V Praze dokončil studia na reálném gymnáziu (Křemencová) a od roku 1915 studoval dějiny umění (prof. Karel Chytil) a klasickou archeologii (H. Vysoký) na Filozofické fakultě Karlovy university. Po promoci roku 1919 se stal asistentem prof. Chytila (UDU UK) a strávil další dva roky hospitací u Adolpha Goldschmidta na univerzitě v Berlíně, kde navštěvoval přednášky o předrománském a starém německém a nizozemském malířství (prof. Max J. Friedlander). Roku 1926 byl na hospitaci u Pietra Toesco na univerzitě ve Florencii.
V letech 1928–1932 byl odborným pracovníkem na Ministerstvu školství a národní osvěty, pověřeným soupisem bohemik v zahraničí. Roku 1933 nastoupil Friedl do Státního fotoměřičského ústavu, který se zabýval fotodokumentací památek. V letech 1939–1952 tento ústav řídil.
Roku 1934 se habilitoval na Masarykově univerzitě v Brně, kde pak působil jako soukromý a externí docent a profesor dějin umění do roku 1970.
K jeho žákům patřili Milena Zeminová-Hanavská, Alena Adlerová-Kudělková, Ivo Krsek nebo Petr Spielmann.
V letech 1953–1957 byl Friedl vědeckým pracovníkem Ústavu teorie a dějin umění ČSAV.

## Dílo
V letech 1916–1921 se věnoval výzkumu a záchraně památek ve svém rodném kraji (zámek Kratochvíle, zmizelá Plzeň, Hůrka u Plzně, klášter v Plasech).
Za pobytu v Německu studoval rukopis Gumpoldovy legendy o sv. Václavu a roku 1926 vydal jednu ze svých stěžejních prací o jejích iluminacích.

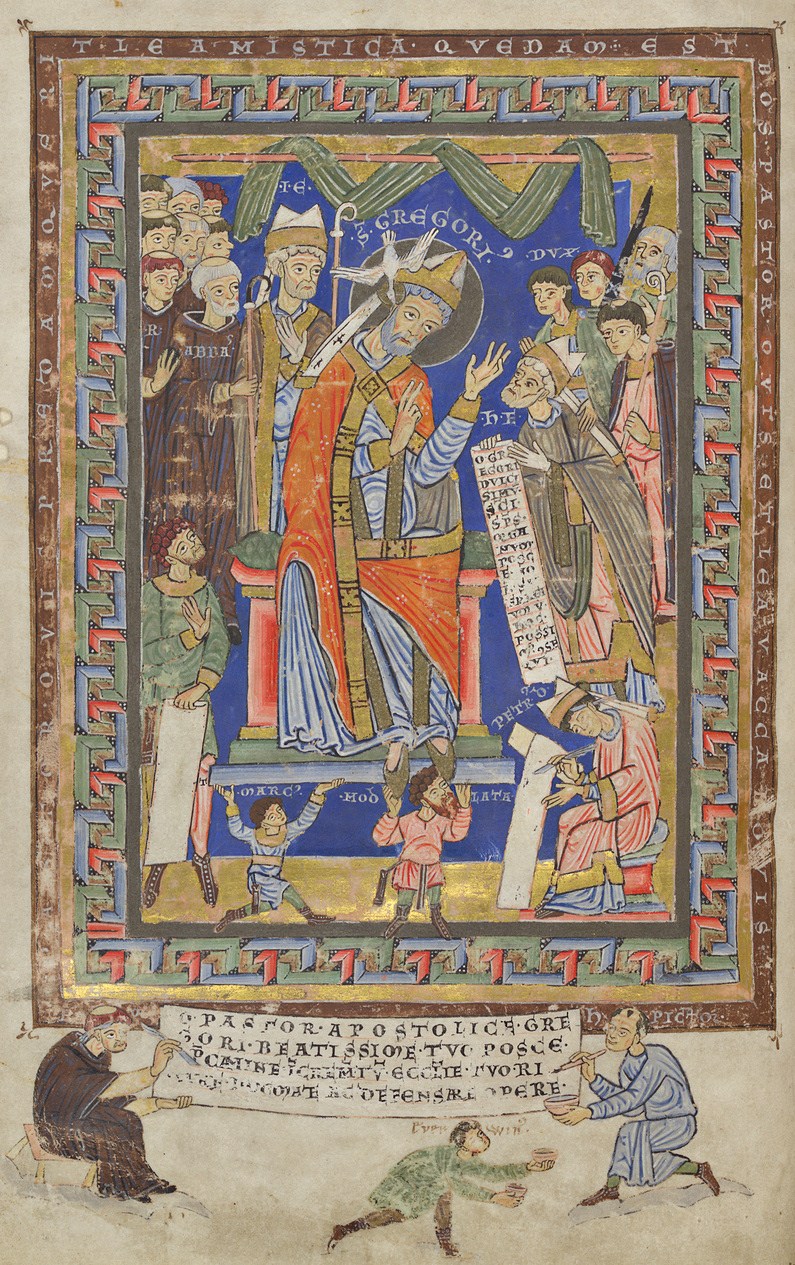
Olomoucké horologium

Ve 20. letech byl pověřen soupisem českých iluminovaných rukopisů, které se nacházejí v zahraničí (Codex Gigas, Olomoucké horologium, Stockholm, Graduál bratra Gotzwina, Kodex Jana z Jenštejna, Vatikán, Osecký lekcionář, Vídeň). Ve Vídni studoval rukopisy objednané pro brněnský klášter cisterciaček královnou Rejčkou, které představují počátky české malířské školy.
Spolu s profesorem Chytilem vydal monografie o dvou raně středověkých památkách – ostatkovém Závišově kříži a Ostatkovém kříži Přemysla Otakara II. v Řezně.
Od 30. let se kromě iluminací věnoval také gotické deskové a nástěnné malbě (Pasionál mistrů vyšebrodských, Mistr Theodorik, Mistr karlštejnské apokalypsy, Mikuláš Wurmser ze Štrasburku. Roku 1954 uspořádal v Brně a v Praze výstavy moravské a české knižní malby z 11.–16. století.
Vzápětí po restaurování maleb ve znojemské rotundě sv. Kateřiny vyšlo Friedlovo zásadní dílo Přemyslovci ve Znojmě (Praha 1966).